# Bedrich Formánek
Bedrich Formánek  (6. června 1933 Tábor – 19. listopadu 2023) byl slovenský šachových skladatel, rozhodčí, funkcionář a publicista.
Publikoval více než čtyři sta šachových skladeb. Přes půl století byl předsedou slovenské, resp. československé organizace kompozičního šachu, v letech 1994–2002 pak prezidentem Světové organizace kompozičního šachu (zkr. PCCC). Dvakrát byl kapitánem slovenského družstva, když získalo 2. místo ve světové soutěži kompozičního šachu. Napsal přes 7000 šachových rubrik, publikoval buďto sám anebo byl spoluautorem osmi knih, přibližně dvaceti brožur a stovky článků.

## Publikace
- Bedrich Formánek: 353 šachových problémov, 1957.
- Bedrich Formánek a kol.: Šachová terminológia, 1968.
- Bedrich Formánek: Kompozičný šach na Slovensku, 1984.
- Bedrich Formánek: Šachové žarty - Chess Jokes, 2000.